# صحيفة الثورة العراقية
صحيفة الثورة جريدة عراقية، سياسية يومية، صدرت في بغداد وبرز العدد الأول في 8 تشرين الاول/اكتوبر 1958م، مؤسسها وصاحبها ومدير سياستها يونس الطائي،  الذي فتح صدر صفحات جريدته في بدء صدورها للديمقراطيين والشيوعيين..تحولت بعد 9 أشهر إلى اللسان الرسمي لسياسة عبد الكريم قاسم .. ثم وصفت بأنها من صحف عبد الكريم قاسم الانتهازية التي رفعت راية مهاجمة القوى الوطنية والشيوعيين بشدة..واعتبرت على رأس الصحف الناطقة بلسان العسكريين وعبد الكريم قاسم. وبعد سقوط نظام قاسم، وفي عهد الرئيس عبد السلام عارف صدرت جريدة الثورة وكان صاحبها ورئيس تحريرها فوزي عبد الواحد المحامي
، وهي جريدة يومية سياسية صدرت في بغداد لفترة طويلة منذ شباط 1963م، حتى تبدل اسمها إلى(صوت العروبة) والصحيح (صوت العرب كما مكتوب في الصفحة الأولى للصحيفة)، وقد عرفت بتطرفها ومعاداتها لليسار ومطالبتها بإنهاء دور الشيوعيين واليساريين، ونادت بالوحدة الفورية مع مصر وسوريا. وبعد مقتل عبد السلام أصبح شقيقه عبد الرحمن عارف رئيسا للعراق وفي عهده صدر قانون المؤسسة العامة للصحافة والطباعة في 3 كانون الأول عام 1967م، والذي قرر مجلس المؤسسة اصدار عدد من الصحف من بينها جريدة الثورة، وجاء في ترويستها انها صحيفة يومية تعنى بالشؤون الفكرية والثقافية في منظور قومي تقدمي متحرر، وكانت لسان حال الإتحاد الإشتراكي العربي، وهي جريدة يومية سياسية ترأس تحريرها حازم طالب مشتاق. واستمرت حتى 12 تموز 1968.
وبعد سيطرة حزب البعث العربي الاشتراكي بقيادة الرئيس أحمد حسن البكر في 17 تموز 1968م، على مقاليد السلطة في العراق،، استمرت جريدة الثورة بالصدور . حيث صدر العدد الأول يوم السبت 17 آب 1968م، وكان رئيس التحرير طارق عزيز ولكن لعدم ثقة الرئيس البكر به، فاوعز البكر بابعاد طارق عزيز وجعل صلاح عمر العلي رئيسا للتحرير وذلك عام (1970)، ولكن بعد فترة رجع طارق عزيز بأمر من نائب الرئيس صدام حسين، حيث ظهر اسم طارق عزيز على واجهة الجريدة وذلك عام (1971). وجاء بعده عزيز السيد جاسم بايعاز من الرئيس البكر ايضاً، وذلك نتيجة صراع بينهما حول مقال عن (ثورة العشرين) فوقف البكر إلى جانب عزيز السيد جاسم وابعد طارق عزيز، ولكن بعدها بفترة عاد طارق عزيز لرئاسة التحرير بتوجيه من صدام حسين. وتعاقب على رئاسة تحريرها عدد من الشخصيات منهم: سعد قاسم حمودي، و حميد سعيد، وطه البصري، وسامي مهدي وهو اخر رئيس تحرير بقى حتى 9 نيسان 2003 مع اخر عدد صدر منها.
حتى حجبت عن الظهور بسبب الغزو الأمريكي على العراق وإحتلاله في نفس الشهر والعام.
وظهرت على محركات بحث موقع (anyflip) الالكتروني الاجنبي أعداد جديدة من جريدة الثورة العراقية صادرة بعد 2003.